# Alexandre Rauzy
Alexandre Rauzy, né le 14 janvier 1903 à Albi et mort le 3 avril 1977 à Foix, est un homme politique français.

## Biographie
Membre de la Section française de l'Internationale ouvrière, Alexandre Rauzy fait partie de ceux qui reconstruisent le parti dans l'Ariège après le Congrès de Tours. En 1928, il devient le premier député socialiste du département. En 1931, il est élu conseiller général du canton de Tarascon-sur-Ariège. De sensibilité pacifiste, c'est un ami personnel du secrétaire général du parti Paul Faure. Il était également un ami personnel de Pierre Laval et de Otto Abetz. Une quinzaine de jours avant le début de la guerre, il se rend en Allemagne rencontrer Von Ribbentrop.
Ayant voté en faveur de la remise des pleins pouvoirs au Maréchal Pétain en juillet 1940, avec Paul Rives, Gaston Bergery et Marcel Déat, il s'engage dans la collaboration, écrivant notamment dans le journal La France socialiste, publication éditée par d'anciens membres de la SFIO ralliés au nouveau régime. Alexandre Rauzy est nommé le 23 janvier 1941 au Conseil National, mais quelque temps plus tard, il est révoqué en raison de ses antécédents : socialiste, voire franc-maçon.
Alexandre Rauzy est exclu de la SFIO en 1945. Il participe alors à la création du Parti socialiste démocratique, structure regroupant des socialistes SFIO « épurés ». Au début des années cinquante, il tente de retrouver son siège de député, mais il est sévèrement battu. Il ne retrouve aucun mandat politique national. Il gère sa propriété agricole et décède samedi 2 avril 1977, il est inhumé à Niaux (Ariège).